# Fredrik Kessiakoff
Fredrik Carl Wilhelm Kessiakoff (Nacka, 17 maggio 1980) è un ex ciclista su strada, mountain biker e ciclocrossista svedese, professionista dal 2000 al 2014.

## Carriera
Kessiakoff disputò la sua prima gara di mountain bike a 14 anni e nel 1996 arrivò quarto nel campionato svedese juniores. Nel corso degli anni vinse cinque campionati svedesi di mountain bike (di cui uno per under 23).
Nel corso delle stagioni 2006 e 2007 corse per la Cannondale-Vredestein, squadra olandese di mountain bike. Con questa squadra vinse una medaglia di bronzo al Campionato del mondo 2006, disputato a Rotorua, e la gara finale della Coppa del mondo corsa a Maribor.
Partecipò ai Giochi Olimpici di Pechino 2008, nella specialità cross country. Dopo un buon inizio Kessiakoff cadde e perse la possibilità di conquistare una medaglia, arrivano dodicesimo.
Nel 2009 decise di dedicarsi al ciclismo su strada, venendo messo sotto contratto dalla squadra spagnola Fuji-Servetto. In precedenza, sul finire del 2006, Kessiakoff aveva già tentato l'avventura su strada effettuando un periodo di prova con la Barloworld, continuando però l'anno successivo a gareggiare in mountain bike. Nel febbraio 2009 partecipò al Tour de Langkawi in Malesia arrivando quarto in classifica. Nel maggio dello stesso anno prese parte al Giro di Romandia, classificandosi nono, e poi al Giro d'Italia e alla Vuelta a España.
Per la stagione 2010 si trasferisce alla squadra statunitense Garmin-Transitions, mentre per la stagione 2011 firma con l'Astana. Tra le file di tale formazione ottiene, proprio nel 2011, il primo successo su strada, aggiudicandosi la seconda tappa dell'Österreich-Rundfahrt. Nel 2012, sempre con l'Astana, si aggiudica la cronometro conclusiva del Tour de Suisse; si impone poi per la prima volta in una tappa di un grande giro, vincendo l'undicesima tappa, sempre a cronometro, della Vuelta a España.

## Palmarès

### Ciclocross
- 1998

Cyclocross Sankt Wendel

### Mountain bike
- 2001

Campionati svedesi, Time trial élite
- 2002

Campionati svedesi, Time trial élite
Campionati svedesi, Cross country Under-23
Classifica finale Swedish Cup
- 2004

Campionati svedesi, Cross country
Campionati svedesi, Team relay
- 2005

6ª prova Coppa del mondo, Marathon (Långa Lugnet Falun)
Sunshine Cup
- 2006

Campionati svedesi, Cross country
Campionati svedesi, Team relay
Nordic Championships
Classifica finale Bundesliga
Internazionali Italia
- 2007

Campionati svedesi, Cross country
Campionati svedesi, Time trial
6ª prova Coppa del mondo, Cross country (Maribor)
1ª tappa Afxentia
2ª tappa Afxentia
- 2008

Campionati svedesi, Cross country
Campionati svedesi, Time trial
Sunshine Race

### Strada
- 2011

2ª tappa Österreich-Rundfahrt (Innsbruck > Kitzbüheler Horn)
Classifica generale Österreich-Rundfahrt
- 2012

7ª tappa Tour de Suisse (Gossau > Gossau, cronometro)
11ª tappa Vuelta a España (Cambados > Pontevedra, cronometro)

## Piazzamenti

### Grandi Giri
- Giro d'Italia

2009: 50º
2013: 90º
- Tour de France

2012: 40º
2013: ritirato (6ª tappa)
- Vuelta a España

2009: 72º
2011: 34º
2012: 61º

### Classiche monumento
- Giro di Lombardia

2012: 10º
2014: ritirato

### Competizioni mondiali
- Coppa del mondo di mountain bike

2004 - Cross country: 12º
2005 - Cross country: 4º
2005 - Marathon: 8º
2006 - Cross country: 11º
2007 - Cross country: 5º
2008 - Cross country: ?
- Campionati del mondo di mountain bike

Vail 2001 - Cross country Under-23: 10º
Livigno 2005 - Cross country: 4º
Rotorua 2006 - Cross country: 3º
Fort William 2007 - Cross country: 4º
Val di Sole 2008 - Cross country: 5º
- Campionati del mondo di mountain bike marathon

Verviers 2007 - Marathon: 8º
Villabassa 2008 - Marathon: 9º
- Campionati del mondo di ciclismo su strada

Zolder 2002 - In linea Under-23: 117º
Mendrisio 2009 - In linea Elite: 78º
Copenaghen 2011 - In linea Elite: 54º
Limburgo 2012 - Cronometro Elite: 5º
Limburgo 2012 - In linea Elite: 15º
Toscana 2013 - In linea Elite: ritirato
- Giochi olimpici

Atene 2004 - Cross country: 12º
Pechino 2008 - Cross country: 17º